# IHC Leuven
Der IHC Leuven (auch Chiefs Leuven) ist ein belgischer Eishockeyclub aus Löwen, der 1993 gegründet wurde und in der BeNe League spielt. Ihre Heimspiele tragen die Chiefs in der IJsbaan Leuven aus.

## Geschichte
Der IHC Leuven, der 1993 gegründet wurde, gewann 2005 mit der belgischen Meisterschaft seinen ersten Titel. Im Folgejahr gelang der erstmalige Gewinn des belgischen Pokals. Im Jahr 2010 wurde der zweite Meistertitel errungen. Weiters nahm der Club in den Jahren 1998 und 1999 an der Austragung des IIHF Continental Cup teil. In einer Gruppe mit dem norwegischen Vertreter Frisk Tigers, dem dänischen Club Esbjerg IK und dem Lyon Hockey Club waren die Chiefs chancenlos und verloren alle drei Partien mit zweistelligen Resultaten. Das Spiel gegen die Frisk Tigers endete dabei mit einer 1:26-Niederlage, als bestes Resultat gelang ein 1:15 gegen den Lyon Hockey Club. Bei der zweiten Teilnahme 1999 verbesserten sich die Ergebnisse nur marginal. Auch gegen den ukrainischen Club Irbis Kiew unterlagen die Chiefs mit ähnlich hohen Resultaten, die Partie gegen die ASG Angers endete mit 0:26, lediglich gegen das spanische Team CH Txuri Urdin konnte bei der 3:4-Niederlage ein Teilerfolg verbucht werden. 2013 gewann der Club seinen dritten Landesmeistertitel.

## Erfolge
- Belgischer Meister (3): 2005, 2010, 2013
- Belgischer Pokal (1): 2006